# Zamek w Slane
Zamek w Slane (ang. Castle Slane, irl. Caisleán Bhaile Shláine) – zamek położony jest w Slane w (hrabstwie Meath) w Irlandii. Zamek zwrócony jest ku rzece Boyne i położony zaledwie kilka kilometrów od Newgrange oraz miejsca słynnej bitwy nad Boyne w roku 1690. Od XVII wieku jest on siedzibą rodzinną Conynghamów, markizów Conyngham. Od roku 1981 na terenie posiadłości organizowanie są znane na świecie koncerty muzyczne.

## Historia
Ród Conynghamów wywodzi się ze szkockich protestantów i osiedlił się w Irlandii w hrabstwie Donegal w 1611 roku, a od ponad 300 lat jego dzieje związane są zamkiem w Slane, kiedy to w 1701 roku w wyniku konfiskaty i zakupu przeszedł na własność tego rodu. Wcześniej zamek był w posiadaniu normandzkiego rodu Flemingów, wyznania katolickiego, który wspierał króla Jakuba II w tzw. wojnie dziewięcioletniej (1688–1697), dlatego po zwycięstwie Wilhelma Orańskiego w wojnie irlandzkiej (1689–1691) zamek wraz posiadłością uległ konfiskacie. Ostatnim właścicielem z rodu Flemingów był Christopher Fleming (1669–1726).
W swojej obecnej formie zbudowany został przez Williama Burtona Conynghama wraz z jego bratankiem Henrym Conynghamem, pierwszym markizem Conyngham. Rekonstrukcja z 1785 roku jest głównie dziełem Jamesa Gandona, Jamesa Wyatta i Francisa Johnstona, który był również odpowiedzialny za projekt gotyckich bram w Mill Hill, położonym na wschód od zamku.
Obecnym właścicielem jest Henry Conyngham, ósmy markiz Conyngham.
Pożar w 1991 roku spowodował duże uszkodzenia budynku niszcząc poważnie jego wschodnią część od strony rzeki. Po 10-letnim programie renowacji zanek ponownie otwarto. W roku 2003 w pobliżu rzeki znaleziono działo armatnie, które znajdowało się na wyposażeniu tutejszego zamku.
Na terenie dominium znajdują się też ruiny XV-wiecznego wielopiętrowego eremu świętego Erca (łac. Ercus).

## Koncerty w Slane
Przyzamkowy teren pomieścić może około 80 tysięcy ludzi. Występowali tutaj m.in.: Queen, Thin Lizzy, The Rolling Stones, Bob Dylan, Bruce Springsteen, David Bowie, Guns N’ Roses, Neil Young, R.E.M., The Verve, Robbie Williams, Bryan Adams, U2, Stereophonics, Red Hot Chili Peppers, Metallica, Madonna czy Oasis.